# Bat For Lashes
Bat for Lashes (нар. 25 жовтня 1979 в Брайтоні) — британська співачка, авторка пісень. Справжнє ім'я — Наташа Хан (англ. Natasha Khan)
Батько Наташі — Ремат Хан (англ. Rehmat Khan), пакистанський гравець в сквош. Мати — англійка. Коли Наташі було 11 років, батько покинув сім'ю. Наташа захопилася грою на піаніно для вираження своїх емоцій. В школі вона ставала жертвою расизму, тому прогулювала школу і займалася музикою, зокрема грала на гітарі.
11 вересня 2006 року вийшов її дебютний альбом Fur and Gold.
В 2010 році разом з Беком Гансеном записала композицію «Let's Get Lost», яка увійшла до саундтреку фільму «Сутінки. Сага: Затемнення».

## Дискографія

### Альбоми
- Fur and Gold, 2006
- Two Suns, 2009
- The Haunted Man, 2012
- The Bride 2016
- Lost Girls 2019
- The Dream of Delphi 2024

### Сингли
- Trophy, 2006
- The Wizard, 2006
- Prescilla, 2007
- What's a Girl to Do, 2007
- Daniel, 2009
- Pearl's Dream, 2009
- Sleep Alone, 2009
- Laura, 2012
- All Your Gold, 2012

## Нагороди та номінації
| Рік  | Нагорода               | Номінація                       | Результат |
| ---- | ---------------------- | ------------------------------- | --------- |
| 2007 | Mercury Prize          | Fur and Gold                    | Номінація |
| 2007 | ASCAP Awards           | Vanguard Award                  | Перемога  |
| 2008 | Brit Awards            | British Breakthrough Act        | Номінація |
| 2008 | Brit Awards            | British Female Solo Artist      | Номінація |
| 2009 | Mercury Prize          | Two Suns                        | Номінація |
| 2009 | MTV Video Music Awards | Breakthrough Video (Daniel)     | Номінація |
| 2009 | Best Art Vinyl of 2009 | «Two Suns»                      | Номінація |
| 2010 | Brit Awards            | British Female Solo Artist      | Номінація |
| 2010 | UK Asian Music Awards  | Best Alternative Act            | Перемога  |
| 2010 | Нагорода Айвор Новелло | Best Contemporary Song (Daniel) | Перемога  |

## Зовнішні посилання
- Офіційна сторінка (англ.)
- Bat for Lashes на MySpace [Архівовано 23 лютого 2013 у Wayback Machine.] (англ.)